# (37741) 1996 WR1
1996 WR1 (asteroide 37741) é um asteroide da cintura principal. Possui uma excentricidade de 0.15962150 e uma inclinação de 3.13164º.
Este asteroide foi descoberto no dia 30 de novembro de 1996 por Takao Kobayashi em Oizumi.